# 克塞格塞尔道海伊
克塞格塞尔道海伊，是匈牙利沃什州所辖的一个村，总面积7.37平方公里，总人口491，人口密度66.6人/平方公里（2010年1月1日）。